# Aedes treubi
Aedes treubi är en tvåvingeart som först beskrevs av Johannes Cornelis Hendrik de Meijere 1910.  Aedes treubi ingår i släktet Aedes och familjen stickmyggor.